# Kootenay-Monashee (circonscription britanno-colombienne)
Pour les articles homonymes, voir Kootenay et Monashee.
Circonscription électorale provinciale du Canada
Kootenay-Monashee (auparavant Kootenay West (2009-2024)) est une circonscription provinciale de la Colombie-Britannique représentée à l'Assemblée législative de la Colombie-Britannique depuis 2009.

## Géographie
En 2020, la circonscription représente la ville de West Kelowna, ainsi que les communautés de Traders Cove, Wilson Landing, Caesars, Nahun, Ewing et Killiney Beach.

## Liste des députés
| Législature                                                   | Années                                                        | Député                                                        | Député                                                        | Parti                                                         |
| Kootenay West Circonscription issue de West Kootenay-Boundary | Kootenay West Circonscription issue de West Kootenay-Boundary | Kootenay West Circonscription issue de West Kootenay-Boundary | Kootenay West Circonscription issue de West Kootenay-Boundary | Kootenay West Circonscription issue de West Kootenay-Boundary |
| ------------------------------------------------------------- | ------------------------------------------------------------- | ------------------------------------------------------------- | ------------------------------------------------------------- | ------------------------------------------------------------- |
| 39e                                                           | 2009–2013                                                     |                                                               | Katrine Conroy (en)                                           | Néo-démocrate                                                 |
| 40e                                                           | 2013–2017                                                     |                                                               | Katrine Conroy (en)                                           | Néo-démocrate                                                 |
| 41e                                                           | 2017–2020                                                     |                                                               | Katrine Conroy (en)                                           | Néo-démocrate                                                 |
| 42e                                                           | 2020–2024                                                     |                                                               | Katrine Conroy (en)                                           | Néo-démocrate                                                 |
| Kootenay-Monashee                                             |                                                               |                                                               |                                                               |                                                               |
| 43e                                                           | 2024–en cours                                                 |                                                               | Steve Morissette (en)                                         | Néo-démocrate                                                 |